# Discocnide mexicana
Discocnide mexicana är en nässelväxtart som först beskrevs av Frederik Michael Liebmann, och fick sitt nu gällande namn av Chew. Discocnide mexicana ingår i släktet Discocnide och familjen nässelväxter. Inga underarter finns listade i Catalogue of Life.